# 農場英雄傳奇
《農場英雄傳奇》（英語：Farm Heroes Saga），由英國網絡遊戲公司King開發。

## 遊戲介紹
Farm Heroes Saga是以農作物為主題的三消遊戲，並採取逐一解鎖的方式進行，每十五關後更是會讓你邀請Facebook好友來解鎖更長的旅行。
本遊戲最多有五條生命，每進行一次遊戲消耗一個生命。當生命歸零時可以以金條購買，或向朋友請求生命。每30分鐘會獲得一個生命。
遊戲中有魔法豆子（Magic Beans）及金條（Gold Bars）兩種貨幣，魔法豆在每次過關後會依過關得到的星等得到一定數量的魔法豆，用金條可以購買魔法豆。
金條則必須以儲值獲得，用來購買各種道具、生命等物品。

## 玩法

### 小道具介紹
遊戲中提供很多小道具協助通關，大多數的道具必須使用金條購買。某些道具諸如鏟子等，每一段時間會免費贈送一個。

### BUG列表
與Candy Crush Saga相同。

### 解鎖關卡
- 必須中斷該裝置的所有網際網路連線才能啟動。當完成每個章節區域所有關卡，可透過完成三道解鎖關卡來開啟下一個章節區域，惟每完成一個關卡時，須等待72小時才能玩下一個解鎖關卡。

### 快速得到三顆星的方法
在行動版本上，下方會有各一次的祕技使用，用完之後，請把系統時間延後以欺騙應用程式，這樣你又會保有全新的祕技各一次，而不會浪費限定步數。